# Sân bay Tuguegarao
Sân bay Tuguegarao (tiếng Filipin: Paliparan ng Tuguegarao, tiếng Ilokano: Pagtagitayaban ti Tuguegarao) (IATA: TUG, ICAO: RPUT) là một sân bay phục vụ vùng Thành phố Tuguegarao, tỉnh Cagayan của Philippines. Đây là sân bay nội địa thương mại nhỏ theo xếp hạng của Cục Giao thông hàng không, một cục thuộc Bộ Giao thông Vận tải.

## Các hãng hàng không và các tuyến điểm
Các hãng hàng không sau đang hoạt động tại sân bay này:
- Air Philippines (Manila)
- Cebu Pacific (Manila)

### Các hãng trước đây
- Asian Spirit
- Philippine Airlines